# Émile Garreaud
Pierre Émile Garreaud (Sainte-Croix, 23 juillet 1834 - Viña del Mar, 8 décembre 1875) est un photographe français qui travailla entre le Pérou et le Chili.

## Biographie
Il est né à Sainte-Croix (Sarthe), fils de Pierre Garreaud, professeur de musique et Marie-Louise-Aimée Élisa Bacq.
Il arriva à l'âge de vingt ans en novembre 1855 au port de Callao, Pérou, à bord du bateau anglais Commerce en compagnie de la chanteuse d'opéra Sophia Kammerer et avec T. Amic Gazan avec lequel il a ouvert trois mois plus un studio photographique à San Pedro au Pérou, près du studio de l'Américain Benjamin Franklin Pease. Le studio s'appelait « Photographie de Paris », ce qui était supposé être un nom nouveau qui le différenciait des termes à l’époque, tels que Daguerréotype et Ambrotype. En septembre 1858, Amic Gazan abandonna la société et Garreaud devint l'unique responsable du studio qui s'appela alors E. Garreaud y Cia.

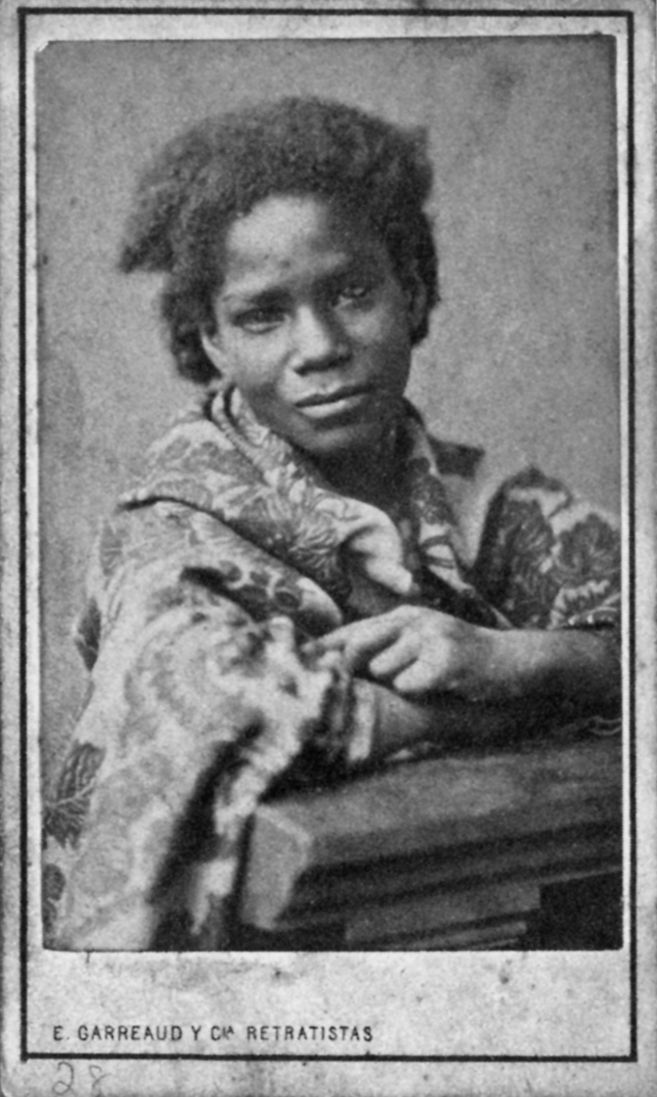
Portrait d'une femme, ca 1858

En juin 1859, il ouvrit un second studio, de luxe, dans la rue Plateros au no 239, où l'on pouvait contempler des portraits colorés d'un grand nombre de personnalités, plusieurs peintures, statues et autres objets d'art. Poursuivant l'exemple de Pease, la galerie de Garreaud restait ouverte en permanence et se transforma peu à peu en centre de réunion où l'on pouvait apprendre la peinture, écouter de la musique et jouir des populaires "Cosmorama" ou "Cabinet optique", jeux visuels à la mode.
Sur le plan technique, Garreaud est considéré comme le principal promoteur du passage du daguerréotype à la photographie au collodion humide au Pérou.  D'autres aspects introduits tout au long de sa carrière furent les portraits Rembrant, les portraits de grand format ou Cartes Postales Imperial, portraits Glasses, les photos miniatures, les photos au crayonné, portraits en relief sur papier, portraits émaillés et mosaïques.
En août 1859, Pierre Emile s'associa avec l'entrepreneur Amadus Moller, apparemment pour pouvoir faire face aux dettes contractées à la suite de l'extension de ses deux studios, et en janvier 1860, il dut les lui céder dans circonstances peu claires. Ce qui amena Peace à accuser Moller d'avoir mis Émile Garreaud à la rue, de n'avoir pas respecté le contrat signé et d'avoir utilisé la renommée de la photographie française.
Il se rendit au Chili au début de 1860 mais revint l'année suivante et épousa la parisienne Mlle Marie-Christiane-Adèle Tessier, âgée de vingt-trois ans, née à Paris le 1er janvier 1844, le 14 août 1867. Il avait un studio dans la rue Ucayali au numéro 28, à Lima signant Garreaud y Cia. Ces années-là furent marquées par une baisse des prix des photographies en raison de la concurrence entre les studios, ce qui amena les principaux studios à se mettre d'accord pour proposer un tarif fixe pour les photographies.
Le 2 janvier 1864, dans le numéro 360 du journal El Mercurio, il annonça une exposition de mille cartes postales colorées par un système récemment arrivé de Paris, et dans le numéro suivant, il offre ses services pour réaliser des portraits dans un petit salon élégant avec un cabinet de toilettes pour que les demoiselles puissent se vêtir.
L'année suivante, plusieurs de ses photographies furent publiées dans l'Atlas géographique du Pérou de Paz Soldan, parmi lesquelles, selon Paz Soldan celles représentant  des indigènes et un panoramique d'Arequipa, prises pendant son voyage à l’intérieur du Pérou attirèrent particulièrement l'attention.
Vers 1865, il s'installa au Chili où il ouvrit des studios à Copiapo, à Santiago, à Valparaiso, Talca, La Serena et Concepcion. Au Chili, il adopte un logo qui permet d'identifier ses photographies : le blason du Chili, ou condor volant avec une brebis dans ses serres et un volcan derrière. En 1867, le studio de Copiapo participa à l'Exposition universelle de Paris, d'après les cartes d'invitation d'un album de la collection de Cisneros Sanches.
En 1869 nait au Chili son fils Fernando Garreaud qui continuera la tradition photographique de son père. Cette même année, il publia un album de 22 photographies de grand format intitulé Vue de la Patagonie, du Détroit et de la Terre de Feu avec de Pedro H. Adams qui était son associé ou son employé, relié par le journal El Mercurio de Valparaíso.
Il introduisit également des motifs chiliens sur les cartes de Noël et du nouvel An, déplaçant[Quoi ?] celles qui arrivaient d’Angleterre.
En 1872, le studio reçut un prix lors de l'exposition de Santiago. En 1874, il publia l'Album de Santa Lucia incluant 49 photographies en grand format avec des textes de Benjamin Vicuña Mackenna.
En 1875, la ruine de la mine de Caracoles provoqua sa faillite, car il y avait investi tous ses gains. En octobre de cette année-là, il tomba malade à Viña del Mar où il vivait et mourut peu de temps après.